# جردن چورت
جردن چورت (انگلیسی: Jordan Chort؛ زادهٔ ۶ مارس ۱۹۸۷) بازیکن فوتبال اهل فرانسه است.